# Actinote terpsinoë
Actinote terpsinoë är en fjärilsart som beskrevs av Felder 1862. Actinote terpsinoë ingår i släktet Actinote och familjen praktfjärilar. Inga underarter finns listade i Catalogue of Life.